# Formát grafického souboru
Grafické formáty stanovují pravidla, podle kterých je obrázek uložen v souboru. Některé formáty mohou do souboru ukládat i další informace, např. náhled obrázku v malém rozlišení, informace o expozici, datu a čase pořízení a podobně.

## Druhy grafických formátů
Základním rozdělením grafických formátů je podle způsobu uložení grafických informací na bitmapové a vektorové.

### Bitmapový (rastrová grafika)
Obraz se skládá z jednotlivých pixelů (bodů), z nichž každý má definovánu určitou barvu.

### Vektorový
Obraz se skládá z jednotlivých geometrických objektů (např. obdélník, elipsa, křivka), které mají definovanou barvu a styl obrysu a výplně. Jednotlivé objekty jsou popsány parametry obrysu, obvykle koeficienty Bézierových křivek 2. nebo 3. řádu.

## Komprese grafických formátů
Rozeznáváme dva základní druhy komprese grafických formátů: bezeztrátovou a ztrátovou

### Bezeztrátová komprese
I po komprimaci zachovávají soubory identickou informaci s předlohou. Nedochází tak ke ztrátě kvality obrazu. Obvykle není tak účinná jako ztrátová komprese dat.

### Ztrátová komprese
Při kompresi zahazují část grafické informace. Používá se tam, kde je možné ztrátu některých informací tolerovat a kde nevýhoda určitého zkreslení je bohatě vyvážena velmi významným zmenšením souboru.

## Základní grafické formáty

### Rastrové formáty
Rastrové formáty zaznamenávají obrázky pro záznam snímků fotoaparátů a skenerů anebo naopak výsledných tiskových nebo zobrazovaných souborů.

#### Bezeztrátové
- BMP formát bitmapového obrázku a jeho výhodou je jeho extrémní jednoduchost a dobrá dokumentovanost
- GIF (Graphic Interchange Format) je grafický formát určený pro rastrovou grafiku vytvářenou v počítačích. GIF používá bezeztrátovou kompresi LZW a umožňuje také jednoduché animace. GIF má velké omezení v maximálním počtu 256 (8 bitů) současně použitých barev barevné palety v jednom rámci.
- PNG (Portable Network Graphics) je grafický formát určený pro bezeztrátovou kompresi rastrové grafiky. Byl vyvinut jako zdokonalení a náhrada formátu GIF.
- RAW je soubor nijak neupravených digitalizovaných dat ze snímače digitálního fotoaparátu. Formát souboru RAW není nikým definován a soubory z různých fotoaparátů (i od stejné firmy) se mohou značně lišit. Do zavedení formátu DNG byl neoficiálně považován za digitální obdobu analogového negativu.
- DNG (Digital Negative) je nejmodernější formát tzv. digitálního negativu, zavedený firmou Adobe v roce 2004.
- TIFF (Tagged Image File Format) tvoří neoficiální standard pro ukládání snímků určených pro tisk. TIFF umožňuje jako jeden z mála grafických formátů vícestránkové soubory a proto se často používá například pro ukládání přijatých faxů přijatých pomocí počítače a ISDN karty či faxmodemové karty.

#### Ztrátové
- JPEG (Joint Photographic Experts Group) je standardní a nejrozšířenější metoda ukládání snímků se ztrátovou kompresí používaná pro ukládání digitálních obrázků ve fotorealistické kvalitě.
  - JFIF (JPEG File Interchange Format) je novější formát multimediálního kontejneru pro JPEG formát
- HEIF je přípona nového kontejneru pro ukládání obrázků pomocí až dvakrát efektivnější komprese než JPEG (beze ztráty kvality),[1] může obsahovat kódování:
  - HEIC (High Efficiency Image File Format) je nový formát, který umožňuje vyšší kompresi beze ztráty kvality (používá ho např. fotoaparát v iPhone od roku 2017),[1] je založena na proprietárním kódování H.265
  - AVIF je obdoba formátu HEIC, ale místo uzavřeného H.265 je použit otevřený formát kódování AV1 (Gimp jej podporuje od konce roku 2020)[2]

#### Ztrátové i bezeztrátové
- JPEG XL je formát navržený tak, aby výrazně překonal existující rastrové formáty a stal se jejich univerzální náhradou. Standardizován byl jako ISO/IEC 18181 v letech 2021 a 2022. Na konci roku 2022 byla však podpora JPEG XL z prohlížeče Chrome/Edge odstraněna ve prospěch formátu AVIF.[3]
- WDP (Windows Media Photo, HD Photo) je obrázkový kompresní algoritmus a souborový formát určený pro fotografie, vyvíjený společností Microsoft. Podporuje jak ztrátovou, tak bezztrátovou kompresi. V listopadu 2006 byl přejmenován na HD Photo.
- WebP (Web Picture) je otevřený formát pro obrázky od firmy Google založený na formátu pro video VP8

### Vektorové formáty
Vektorové formáty popisují dvojrozměrnou vektorovou grafiku, ze které pak software v počítači vypočítává výsledný soubor obrázku (nutně rastrového) pro zobrazení nebo tisk:
- SVG (Scalable Vector Graphics, škálovatelná vektorová grafika) je značkovací jazyk a formát souboru, který popisuje dvojrozměrnou vektorovou grafiku pomocí XML. Formát SVG by se měl v budoucnu stát základním otevřeným formátem pro vektorovou grafiku na Internetu. Netýká se snímků, rastrů a bitmap.